# El Grande
El Grande é um jogo de tabuleiro de estilo alemão para 2-5 jogadores, projetado por Wolfgang Kramer e Richard Ulrich, e publicado em 1995 por "Hans im Glück" (versão em alemão), por "Rio Grande Games" (versão em inglês) e por "999 Games" (versão em holandês). O tabuleiro do jogo representa a Espanha da era renascentista, onde a nobreza (os Grandes) luta pelo controle das nove regiões (Galiza, País Basco, Aragão, Catalunha, Castilla la Vieja, Nueva Castilla, Sevilla, Granada e Valência), além da região especial, "El Castillo". El Grande foi elogiado por seu mecanismo de controle de área e recebeu os prêmios Spiel des Jahres e o Deutscher Spiele Preis, ambos em 1996. Após seu lançamento, várias expansões e uma versão alternativa foram publicadas.

## Jogabilidade
O jogo é jogado em nove rodadas. Não há dados no jogo e os jogadores têm muitas chances de influenciar a ordem do turno. O jogo original tem um número de cartas de ação que são viradas para cima a cada turno, que é a única fonte de aleatoriedade no jogo. No entanto, o efeito dessa sorte é muito pequeno, já que essas cartas estão potencialmente disponíveis para serem usadas por qualquer jogador do jogo.
Cada jogador começa o jogo com uma mão de cartas idênticas (numeradas de 1 a 13) no início do jogo. Essas cartas são usadas para licitar a ordem do turno. A pessoa que joga a carta mais alta escolhe sua carta de ação primeiro, etc., mas cada jogador pode usar cada carta apenas uma vez em um determinado jogo. Durante cada turno, os jogadores pegam Caballeros e executam uma carta de ação, que inclui duas ações, uma ação especial e a colocação de Caballeros. Durante três das nove rodadas, ocorre a pontuação, que envolve jogadores escolhendo regiões secretas, marcando o Castillo, que é uma torre onde Caballeros são colocados dentro, movendo Caballeros do Castillo para regiões secretas e marcando outras regiões individuais. O principal desafio do jogo é acompanhar os vários fatores que determinam o equilíbrio de poder nas regiões e a pontuação.

## Recepção
Após seu lançamento, o mecanismo de controle de área do jogo foi elogiado, com Geoffrey Engelstein, no livro "Building Blocks of Tabletop Game Design", descrevendo o mecanismo de controle de área do jogo como um "exemplo elegante de sensibilidades de design europeu aplicadas aos jogos de conflito de estilo americano." Christian T. Petersen comenta: "El Grande me mostrou a surpreendente profundidade que pode ser alcançada pelo entrelaçamento de mecanismos simples - o princípio que está no cerne da escola alemã de design." Mikko Saari, do "Lautapeliopas", também elogiou a rejogabilidade e os componentes do jogo, mas criticou sua escalabilidade para quatro jogadores. "Dicebreaker" também comentou que o jogo é um "clássico premiado e comprovado pelo tempo". Sentimentos semelhantes foram expressos por revisores dos portais poloneses "Polter" e "GamesFanatic".

### Prêmios e Indicações
O jogo recebeu o prêmio Spiel des Jahres em 1996. O júri elogiou a estratégia, a jogabilidade "claramente estruturada", a paisagem do tabuleiro do jogo projetada pela artista Doris Matthäus e as regras "bem explicadas" apesar da complexidade, concluindo que os "dois autores tiveram um sucesso impressionante em reunir tudo isso em um todo harmonioso". O júri comentou que, apesar de alguns elementos de sorte, o controle do jogador é mais enfatizado. Stewart Woods, escrevendo em "Eurogames: The Design, Culture and Play of Modern European Board Games", descreveu-o como "relativamente complexo" em comparação com outros vencedores.
| Ano  | Prêmio                 | Categoria                | Resultado | Ref.   |
| ---- | ---------------------- | ------------------------ | --------- | ------ |
| 1995 | Meeple's Choice Award  |                          | Venceu    | [ 11 ] |
| 1996 | Spiel des Jahres       | Jogo de tabuleiro        | Venceu    | [ 9 ]  |
| 1996 | Deutscher Spiele Preis | Jogo do Ano              | Venceu    | [ 12 ] |
| 1997 | Årets Spil             | Melhor jogo para adultos | Venceu    | [ 13 ] |

## Expansões
Após o lançamento de El Grande, várias expansões foram lançadas, incluindo "Konig & Intrigant" em 1997, que substituiu várias cartas de ação e poder. "Grand Inquisitor & Colonies", que adicionou regiões, também foi lançado no mesmo ano; posteriormente, a expansão "Grandissimo" foi publicada, adicionando cartas de ação.
Lista de expansões
- King & Schemer (1997)
- King & Schemer Player's Edition (1998 - oferta gratuita com onze novas cartas de ação para King & Schemer)
- King & Schemer Special Cards (1998 – distribuição gratuita com dez novas cartas de ação para King & Schemer)
- Grande Inquisidor e Colônias (1998)
- El Grande Cards (cartão em inglês definido para El Grande pela Rio Grande Games)
- Grandissimo (1999 - distribuição gratuita)

## Versão Alternativa
Em 1998, El Caballero, baseado em El Grande, foi lançado, com o júri do Spiel des Jahres descrevendo o jogo como um "jogo de posicionamento atraente e independente".